# Nazionale maschile di baseball dell'Argentina
La nazionale maschile di baseball argentina rappresenta l'Argentina nelle competizioni internazionali.
Ai Giochi Sudamericani 2010, disputati a Medellín in Colombia, la squadra è riuscita a conquistare la medaglia di bronzo nella competizione grazie alla vittoria per 8-6 sulle Antille Olandesi.
Non è mai riuscita a qualificarsi per le Olimpiadi.